# Castillo de Casares
El castillo de Casares es una fortificación en ruinas situada en el casco urbano de la localidad malagueña de Casares, España. Cuenta con la protección de la Declaración genérica del Decreto de 22 de abril de 1949, y la Ley 16/1985 sobre el Patrimonio Histórico Español.

## Descripción
El castillo y ciudadela formaban un conjunto que se enclavaba en una peña elevada. Nada queda de los restos romanos y sólo restan unas ruinas árabes en lo que fue fortaleza. El conjunto constituye un bastión defensivo natural hacia el sur y suroeste, con una altitud de 435 metros sobre el nivel del mar. En esa parte no quedan restos, aunque no hubiera sido importante, ya que el macizo rocoso cortado a cuchillo constituye de por sí suficiente protección. Si resulta más interesante la fortificación en el sector norte y noreste, zona más vulnerable, sobre la que se extiende el pueblo. Se aprecia una puerta con arco de medio punto y torreón defensivo adosado a la roca en primera línea, y dos torres más y lienzos de muralla en segunda instancia. Del resto de lienzo de muralla apenas queda nada, sucesivas destrucciones y reparaciones, así como aprovechamiento posteriores la han modificado. 
El recinto cuenta con una extensión aproximada de 10.000 metros cuadrados, con dos accesos desde la plaza de Blas Infante: la calle de la Villa y calle del Arrabal, que conducen respectivamente a la Puerta de la Villa y la Puerta del Arrabal. En su interior, está situado el cementerio, aunque como conjunto independiente al estar murado. En el centro se encuentra la Iglesia Mayor de la Encarnación.

## Historia
La única referencia histórica sobre la fortaleza de Casares anterior a la conquista la proporciona Simonet, recogida de Ibn al-Jatib, como uno de los pueblos que existían en el reino de Granada. Surgiría como bastión defensivo del reino Nazarí en su frontera suroeste. La toma de Ronda hace posible la capitulación de Casares en la campaña de mayo de 1485, entregado a Sancho de Saravia. Posteriormente y ante la necesidad de dinero para la Corona, es cedida a cambio de un préstamo a Rodrigo Ponce de León, Duque de Cádiz, en 1491. Paralelamente se produce el fenómeno de repoblación de la zona costera por cristianos viejos, mientras que la población morisca se ve relegada a la serranía. A finales del siglo XVI se ve afectada por la sublevación de los moriscos cuya principal consecuencia será la expulsión de los mismos.